# Gliese 1002

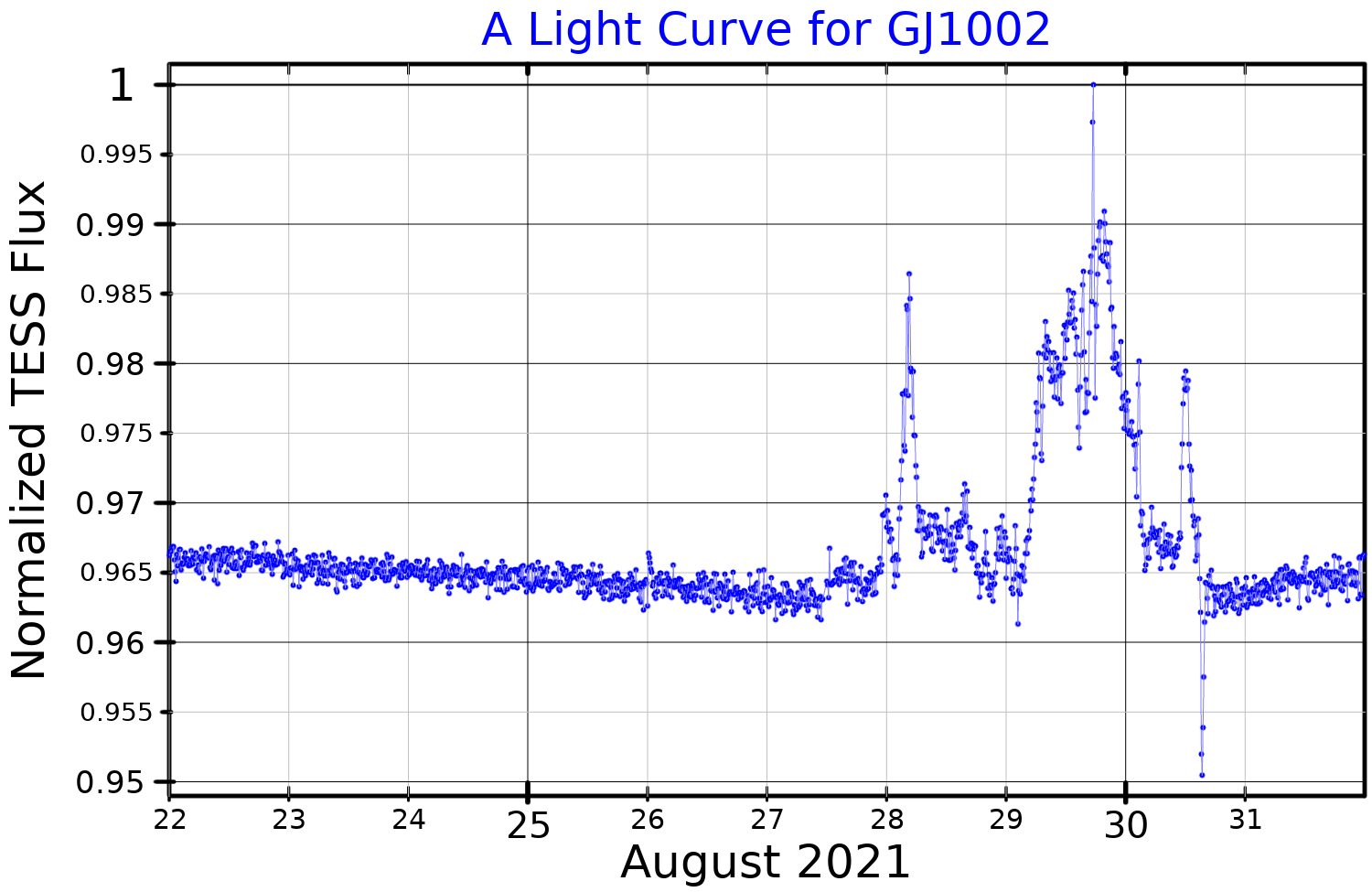
Gráfico acima mostra Uma curva de luz da estrela Gliese 1002.

Gliese 1002, (GJ 1002 / LHS 2 / G 158-27 / Zkh 3) é uma estrela anã vermelha. Ela está localizada relativamente próximo do nosso Sol, a uma distância de 15,31 anos-luz, na constelação de Cetus.

## Características
Gliese 1002 é uma anã vermelha de brilho muito fraco, com uma magnitude aparente de 13,76, só é visível com telescópios. A sua massa é de apenas 11% da massa solar, com um raio em torno de 13% do raio solar. Pertence ao tipo espectral M5.5V, sendo uma estrela de características semelhantes à da conhecida Proxima Centauri ou a Luyten 726-8, esta última também situada na mesma constelação. Ao contrário dessas duas estrelas que são estrelas de brilho variável, Gliese 1002 parece ser uma estrela inativa cujo fluxo magnético de superfície é zero. A temperatura efetiva é de 3150 K e sua luminosidade é de apenas 0,0061% do que a do Sol. Tem uma velocidade de rotação igual ou inferior a 2,3 km/s.